# Jerzy Albrecht
Jerzy Albrecht (ur. 7 października 1914 we Wrzeszczewicach, zm. 8 września 1992 w Warszawie) – polski ekonomista i polityk komunistyczny. Podpułkownik ludowego Wojska Polskiego. Minister finansów w latach 1960–1968, członek Rady Państwa (1955–1960, w tym od 1957 zastępca przewodniczącego). Poseł do Krajowej Rady Narodowej, na Sejm Ustawodawczy oraz na Sejm PRL I, II, III i IV kadencji.

## Życiorys
Syn Jana i Natalii. W 1933 złożył egzamin maturalny w Państwowym Gimnazjum im. Mikołaja Kopernika w Łodzi. W latach 1933–1936 studiował w Akademii Nauk Politycznych w Warszawie. W 1934 został członkiem Komunistycznego Związku Młodzieży Polski, w 1938 wszedł w skład komitetu warszawskiego tej organizacji. W latach 1938–1939 działał w Klubie Demokratycznym.
Po kampanii wrześniowej znalazł się na terenie okupacji sowieckiej we Lwowie. Od 1941 należał do Związku Walki Wyzwoleńczej. W 1942 wstąpił do Polskiej Partii Robotniczej, od maja do sierpnia 1942 był I sekretarzem Komitetu Warszawskiego PPR. Następnie został aresztowany przez Gestapo. W latach 1942–1945 więziony w niemieckich obozach koncentracyjnych na Majdanku, we Flossenbürgu i Gross Rosen.
Od czerwca 1945 do listopada 1948 ponownie I sekretarz Komitetu Warszawskiego PPR. W latach 1945–1948 był również członkiem Komitetu Centralnego PPR, a w latach 1947–1948 członkiem Sekretariatu PPR. Od 1948 był członkiem Biura Organizacyjnego KC PPR oraz kierownikiem kolejno Wydziału Propagandy i Prasy oraz Działu Propagandy, Kultury i Oświaty KC PPR. Od 1948 w Polskiej Zjednoczonej Partii Robotniczej, pozostał kierownikiem Działu Propagandy, Kultury i Oświaty, tym razem Komitetu Centralnego PZPR, a także członkiem Biura Organizacyjnego KC (do 1954). W latach 1948–1968 wchodził w skład KC PZPR, a w latach 1956–1961 sekretarz KC. W latach pięćdziesiątych związany z frakcją tzw. puławian zaliczany (obok Władysława Matwina) do grupy tzw. młodych sekretarzy. Delegat na I, II, III i IV Zjazd PZPR.
W latach 1945–1969 poseł do KRN, na Sejm Ustawodawczy oraz na Sejm PRL I, II, III i IV kadencji. W latach 1952–1956 przewodniczący sejmowej Komisji Gospodarki Komunalnej i Mieszkaniowej, a także członek prezydium Ogólnopolskiego Komitetu Frontu Narodowego.  Od marca do sierpnia 1956 był sekretarzem KC PZPR odpowiedzialnym za oświatę. W latach 1950–1956 przewodniczący prezydium Miejskiej Rady Narodowej m.st. Warszawy. W latach 1955–1957 członek, a w latach 1957–1961 zastępca przewodniczącego Rady Państwa. W latach 1960–1968 był ministrem finansów, następnie wycofał się z działalności politycznej. 
Wieloletni członek Rady Naczelnej Związku Bojowników o Wolność i Demokrację. W kadencji 1969–1974 wiceprezes Rady Naczelnej. W latach 80. działał w wielu komitetach i zespołach doradczych, był m.in. członkiem Komisji ds. Reformy Gospodarczej, członkiem Obywatelskiego Konwentu Konsultacyjnego przy przewodniczącym Rady Narodowej m.st. Warszawy (1987), a także Społecznej Rady Funduszu Wyborczego przy Komitecie Warszawskim PZPR przed wyborami parlamentarnymi w czerwcu 1989. Od czerwca 1985 był także członkiem Komitetu Redakcyjnego dla opracowania Pism zebranych Władysława Gomułki. 28 listopada 1988 wszedł w skład Honorowego Komitetu Obchodów 40-lecia Kongresu Zjednoczeniowego PPR-PPS – powstania PZPR.

## Ordery i odznaczenia
- Order Sztandaru Pracy I klasy (dwukrotnie, m.in. 1964[13])
- Order Krzyża Grunwaldu II klasy (15 lipca 1945)[14]
- Krzyż Komandorski z Gwiazdą Orderu Odrodzenia Polski (8 października 1984)[15]
- Krzyż Komandorski Orderu Odrodzenia Polski (19 sierpnia 1946)[16]
- Złoty Krzyż Zasługi (11 maja 1946)[17]
- Medal za Warszawę 1939–1945 (17 stycznia 1946)[18]
- Krzyż Oświęcimski (1985)[19]
- Brązowy Medal „Za zasługi dla obronności kraju” (1967)[20]
- Medal im. Ludwika Waryńskiego (1986)[21]
- Odznaka 1000-lecia Państwa Polskiego (1966)[22]
- Odznaka „Za Zasługi dla ZBoWiD”
- Złota Odznaka honorowa „Za Zasługi dla Warszawy” (1960)[23]
- Odznaka Honorowa Gryfa Pomorskiego (1961)[24]
- Odznaka honorowa „Za zasługi w rozwoju województwa koszalińskiego” (1966)[25]
- Złota odznaka „Zasłużonemu w rozwoju województwa katowickiego” (1964)[26]
- Pamiątkowy Medal z okazji 40. rocznicy powstania Krajowej Rady Narodowej (1983)[27]
- Medal pamiątkowy „40-lecia PZPR” (1988)[28]